# Pavel Petřikov (Judoka, 1959)
Pavel Petřikov (* 1. Juli 1959 in Slaný) ist ein ehemaliger tschechoslowakischer Judoka. Er gewann die Silbermedaille im Superleichtgewicht bei den Weltmeisterschaften 1981.

## Karriere
Der 1,70 m große Petřikov kämpfte bis 1986 überwiegend im Superleichtgewicht, der Gewichtsklasse bis 60 Kilogramm. Bei den Olympischen Spielen 1980 in Moskau bezwang er in der ersten Runde Ibrahim Camara aus Guinea mit Ippon nach 1:16 Minuten. In der zweiten Runde schlug er den Schweizer Marcel Burkhard mit einer kleinen Wertung (koka), unterlag dann aber im Viertelfinale dem Franzosen Thierry Rey mit einer Yuko-Wertung. In der Hoffnungsrunde bezwang er zunächst den Finnen Reino Fagerlund mit Waza-Ari, im Kampf um eine Bronzemedaille verlor er gegen Arambi Jemisch aus der Sowjetunion mit Ippon nach 4:18 Minuten.
Petřikovs erfolgreichstes Jahr war 1981. Zuerst gewann er Bronze bei den Europameisterschaften 1981 in Debrecen. Drei Monate später bei den Weltmeisterschaften 1981 in Maastricht bezwang er den Franzosen Eric Maurel, den Spanier Manuel Jiménez und den Ungarn Tibor Kincses. Im Halbfinale schlug er den Kanadier Phil Takahashi, erst im Finale unterlag er dem Japaner Yasuhiko Moriwaki. 1982 belegte er den fünften Platz bei den Europameisterschaften in Rostock. Erst 1984 gewann Pavel Petřikov seinen ersten Meistertitel der Tschechoslowakei. Im gleichen Jahr belegte er den dritten Platz bei einem Turnier in Warschau, das als Ausgleich für die Sportler gedacht war, die wegen des Olympiaboykotts nicht an den Olympischen Spielen in Los Angeles teilnehmen konnten. 1986 gewann er seinen zweiten Meistertitel der Tschechoslowakei und belegte den siebten Platz bei den Europameisterschaften.
1987 wechselte Pavel Petřikov ins Halbleichtgewicht, die Gewichtsklasse bis 65 Kilogramm. Auch im ersten Jahr in dieser Gewichtsklasse belegte er den siebten Platz bei den Europameisterschaften und wurde Meister der Tschechoslowakei. 1988 erreichte er den fünften Platz bei den Europameisterschaften. Bei den Olympischen Spielen 1988 in Seoul gewann er seine drei ersten Kämpfe und schied im Viertelfinale gegen den Ungarn Tamás Bujkó aus.
Bei den Europameisterschaften 1989 in Helsinki unterlag Pavel Petřikov im Viertelfinale dem Franzosen Bruno Carabetta, kämpfte sich aber mit drei Siegen in der Hoffnungsrunde durch. Fünf Monate später bei den Weltmeisterschaften in Belgrad verlor er wieder im Viertelfinale gegen Carabetta. Nach zwei Siegen in der Hoffnungsrunde unterlag er im Kampf um eine Bronzemedaille Sergei Kosmynin aus der Sowjetunion. Sein letztes großes internationales Turnier waren die Olympischen Spiele 1992 in Barcelona. Nachdem er in der ersten Runde Mamadou Coulibaly aus Mali durch Ippon bezwungen hatte, gewann er gegen Kosmynin durch Schiedsrichterentscheid. Im Achtelfinale unterlag er dem Ungarn József Csák durch eine Yuko-Wertung. In der Hoffnungsrunde schied er gegen den Belgier Philip Laats durch Ippon nach 57 Sekunden aus und belegte letztlich den neunten Platz.
Sein Sohn Pavel Petřikov junior nahm 2016 für Tschechien an den olympischen Judowettkämpfen teil.